# Peter Thornton (Kunsthistoriker)
Peter Kai Thornton (* 8. April 1925 in St Albans, Hertfordshire, England; †  8. Februar 2007 in Isleworth, Middlesex, England) war ein englischer Kunsthistoriker, Museumskurator und Autor.

## Leben
Thornton besuchte die Bryanston School in Blandford Forum in der englischen Grafschaft Dorset, bevor er 1942 an die De Havilland Aeronautical Technical School in Hertfordshire ging, die heute ein Teil der University of Hertfordshire ist. Seinen Wehrdienst leistete er im Armeegeheimdienst (Army Intelligence Corps) ab 1945 in Österreich und studierte ab 1948 die Sprachen Deutsch und Dänisch an der Trinity Hall der Universität Cambridge. Während des Studiums arbeitete er freiwillig als Aufseher am Fitzwilliam Museum in Cambridge und ging dann zum National Art Collections Fund, dem heutigen The Art Fund.
Thornton war in den Jahren von 1966 bis 1984 der Fachmann für Möbel und Holzarbeiten des Victoria and Albert Museum in London und anschließend von 1984 bis 1995 Kurator am Sir John Soane’s Museum in Lincoln’s Inn Fields in London.
Thorntons radikaler Ansatz bei der Darstellung historischer Innenausstattungen bei Häusern wie Ham House, Osterley Park und Apsley House machten ihn bekannt, ebenso wie seine Bücher über Innendekoration in verschiedenen Ländern Europas in der Zeit ab dem 15. Jahrhundert.
Thornton war zweimal verheiratet. Aus der 1950 geschlossene Ehe mit Ann Helps stammen drei Töchter. 2002 heiratete er Lora Spindler.

## Ehrungen und Auszeichnungen
- 1997: Commander des Order of the British Empire.

## Veröffentlichungen
- 1978: Seventeenth Century Interior Decoration in England, France and Holland. Neuauflage 1990: Yale University Press, New Haven, Connecticut, USA, ISBN 0-300-02193-3.
- 1981: mit Maurice Tomlin: The Furnishing and Decoration of Ham House. Furniture Historic Society, London.
- 1984: Authentic Décor: The Domestic Interior 1620–1920.
  - 1985: deutsch: Innenarchitektur in drei Jahrhunderten: Die Wohnungseinrichtung nach zeitgenössischen Zeugnissen von 1620 bis 1920, Busse Seewald, Herford, ISBN 3-512-00728-7.
- 1989: Form and Decoration: Innovation in the Decorative Arts 1470–1870. Weidenfeld & Nicolson, London, ISBN 0-297-83228-X.
- 1991: The Italian Renaissance Interiors 1400 -1600. H. N. Abrams, New York City, USA, ISBN 0-810934590.